# 송렴

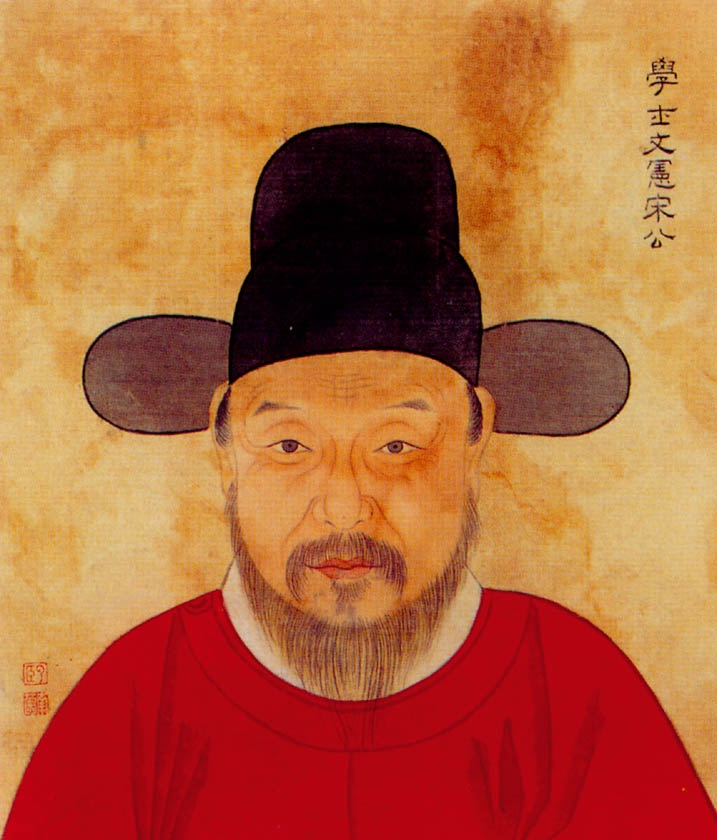

송렴(宋濂, 1310년~1381년)은 중국 명나라 초기의 정치가이자 유학자이며 문인이다. 자는 경렴(景濂), 호는 잠부(潜浮)・무상거(無相居)・용문자(龍門子)・현진자(玄眞子)이며, 절강성 포강현(浦江縣) 출신이다(선대까지는 금화(金華) 잠계촌(潛溪村)에서 살았다). 저작으로는 《송학사전집》(宋學士全集)・《포양인물기》(浦陽人物記)・《홍무성정기》(洪武聖政記)가 있다.

## 생애
송렴은 1310년 절강성 포강현에서 태어났다. 가난한 가정에서 자라났으나 학문을 좋아했고 어려서부터 기억력이 뛰어나고 시를 지을 때 기발한 구절을 사용해 신동이라 불렸다. 오래(呉萊), 류관(柳貫), 황진(黄溍) 등 고문(古文)의 대가들로부터 배웠는데, 이들은 모두 어린 송렴을 친구처럼 대할 정도였다. 평생 학문에 전념했으며, 어려서부터 나이들 때까지 하루라도 책을 읽지 않는 날이 없었기에 학문에 능통하지 않은 바가 없었다.
원나라 지원 원년(1335년), 의숙(義塾, 사설 학당)의 교사가 되었다. 원나라 순제(順帝) 때 한림원편수(翰林院編修)로 임명되었으나, 연로한 부모를 모시겠다는 이유로 이를 고사하고 용문산(龍門山)에 은거하여 공부와 저술에 전념했다.
1356년 남경을 함락해 절강성 동부를 장악한 주원장은 유기(劉基), 장일(章溢), 섭침(葉琛), 송렴(宋濂) 등 "절동(浙東)의 네 선생"을 초청해 도움을 청했고, 송렴은 이를 받아들여 출사했다.
1368년 명나라가 천하를 제패한 후, 송렴은 강남유학제거(江南儒學提擧)로 임명돼 태자에게 학문을 가르쳤고, 역사를 편찬하고 역법과 예악 제도를 정비하는 데 힘을 쏟았다. 홍무 2년(1369년) 《원사》(元史)의 편찬을 맡아 그 주임이 되었고, 홍무 6년(1373년)엔 《대명일력(大明日曆)》을, 홍무 7년(1374년)에는 《황명보훈(皇明寶訓)》을 편수했다. 관직이 한림학사승지(翰林學士承旨), 지제고(知制誥)에 이르렀다.
송렴은 의심 많은 주원장의 측근에서 19년을 보냈으나, 주요 행정 업무 대신 주로 예악과 문장에 관련한 일을 맡아 처리하고, 황제와 수시로 치국의 도를 논하는 참모로 지냈다. 그는 주원장에게 항상 “천하는 민심이 중요합니다. 민심을 얻으면 설사 재화가 고갈되더라도 큰 화가 발생하지 않으나 민심을 잃으면 비록 금은보화가 있더라도 나라는 위험에 처합니다.” “백성이 부유하면 군주가 빈곤할 수 없습니다. 백성이 가난한데 군주가 어찌 부유할 수 있겠습니까?”라고 충언하곤 했다.
황제의 측근으로서 송렴은 매우 신중했고, 황제를 속이지 않으려 애썼으며, 남을 절대 험담하지 않았고, 입이 무거워 비밀을 잘 지켰다. 주원장은 그를 총애해 "짐은 평민에서 황제가 되었고, 경 역시 재야 출신으로 시종이 되어 개국공신으로 대대손손 부귀를 누릴 테니 어찌 좋지 아니한가."라고 말하면서 차남 송수(宋璲)를 중서사인(中書舍人)에, 장손 송신(宋愼)을 전정의사(殿庭儀司) 서반(序班)에 임명했다. 3대가 한 조정에서 일하는 영광을 누리게 된 것이다. 그러나 이는 나중에 오히려 멸문의 화로 돌아왔다.
홍무 10년(1377년)에 나이가 많다는 이유로 관직을 사임하고 고향으로 돌아갔다. 은퇴한 그는 행동을 조심하여 수수한 옷에 채소만 먹고 가난한 선비처럼 책 읽고 글 쓰는 일 외에 세상일에 관심을 두지 않았다.
홍무 13년(1380년)에 재상 호유용(胡惟庸)의 옥사에 집안 전체가 말려들었다. 홍무 14년(1381년), 손자 송신이 죽임을 당하고, 차남 송수 역시 마찬가지 운명에 처했다. 송렴 역시 화를 피할 수 없어 나이든 몸으로 칼을 차고 남경으로 압송되었다. 스승의 죽음을 두고보지 못하고 태자가 눈물로 호소해 목숨만 건진 채 가족 전원과 함께 무주(茂州)로 유배됐다. 결국 송렴은 상심과 울화를 이기지 못하고 유배지로 가던 도중, 기주(夔州)에서 병사했다.
송렴의 제자로 명나라 초의 유명한 학자인 방효유(方孝孺)가 있다. 방효유는 스승의 억울한 죽음을 기리는 제문을 남겼다. "공의 도량은 천하를 품을 만했으나 천하는 공의 작은 몸 하나를 품어주지 못했다. 공의 식견은 세상을 환하게 비추었지만 세상은 공의 위인됨을 알지 못했다. 도를 이루면 모든 것을 다할 수 있다고 하는데 죽을 때 몸 하나 바로하지 못했다. 덕은 만물을 적셔야 한다는데 자신은 물론 자손들의 안위도 지키지 못했다."
정덕(正德) 연간(1501년~1521년)에 복권되었다. 시호는 문헌(文憲)이었다.

## 평가
중국문학사에서 송렴은 유기(劉基), 고계(高啓)와 함께 "명초 산문의 3대가"로 꼽힌다. 학문에 있어서는 스스로 유학의 도통을 계승했다고 말했으며, “종경(宗經)” “사고(師古)”을 주창하면서 당송(唐宋) 시대의 글을 본받은 저작들을 풍부하게 남겼다. 다른 글들은 주로 전기나 산문으로, 그 문체는 질박하고 간결했으나, 때때로 넉넉하면서 우아한 기풍도 있어서 다채로웠다. 주원장은 송렴을 개국문신지수(開國文臣之首), 유기를 당금 제일 문장(當今文章第一)라고 칭찬하기도 했다. 당시 많은 학자들은 송렴을 태사공(太史公) 사마천에 견주어 태사공이라 부르기도 했다.

## 같이 보기
- 이십사사